# Glinik Polski
Glinik Polski – wieś w Polsce położona w województwie podkarpackim, w powiecie jasielskim, gminie Tarnowiec. We wsi znajduje się szkoła podstawowa im. Marii Konopnickiej i kościół rzymskokatolicki, który jest siedzibą parafii św. Józefa Robotnika, należącej do dekanatu Jasło Wschód, diecezji rzeszowskiej.
| SIMC    | Nazwa    | Rodzaj    |
| ------- | -------- | --------- |
| 0360862 | Cechówki | część wsi |
| 0360879 | Grabie   | część wsi |
| 0360885 | Mirkówki | część wsi |
| 0360891 | Podlas   | część wsi |
| 0360900 | Pustki   | część wsi |

Wieś przecina płynący z południa na północ Czarny Potok, a południowo-zachodnią część wsi zajmuje góra Magiel. Od północy wieś sąsiaduje z Gąsówką, Umieszczem, od pn-wsch. z Wrocanką, od wsch. z Piotrówką (gm. Jedlicze), od południa z Łubnem Szlacheckim i Łajscami, a od zachodu z Nowym Glinikiem.
Podczas II wojny światowej przebiegała tu linia frontu, a na początku 1945 roku toczyły się zacięte walki pomiędzy stacjonującymi w okolicach Nowego Glinika (zwanego wówczas Niemieckim) Niemcami, a Rosjanami nacierającymi od wschodu.
W latach 1954–1972 wieś należała i była siedzibą władz gromady Glinik Polski. W latach 1975–1998 miejscowość administracyjnie należała do województwa krośnieńskiego.

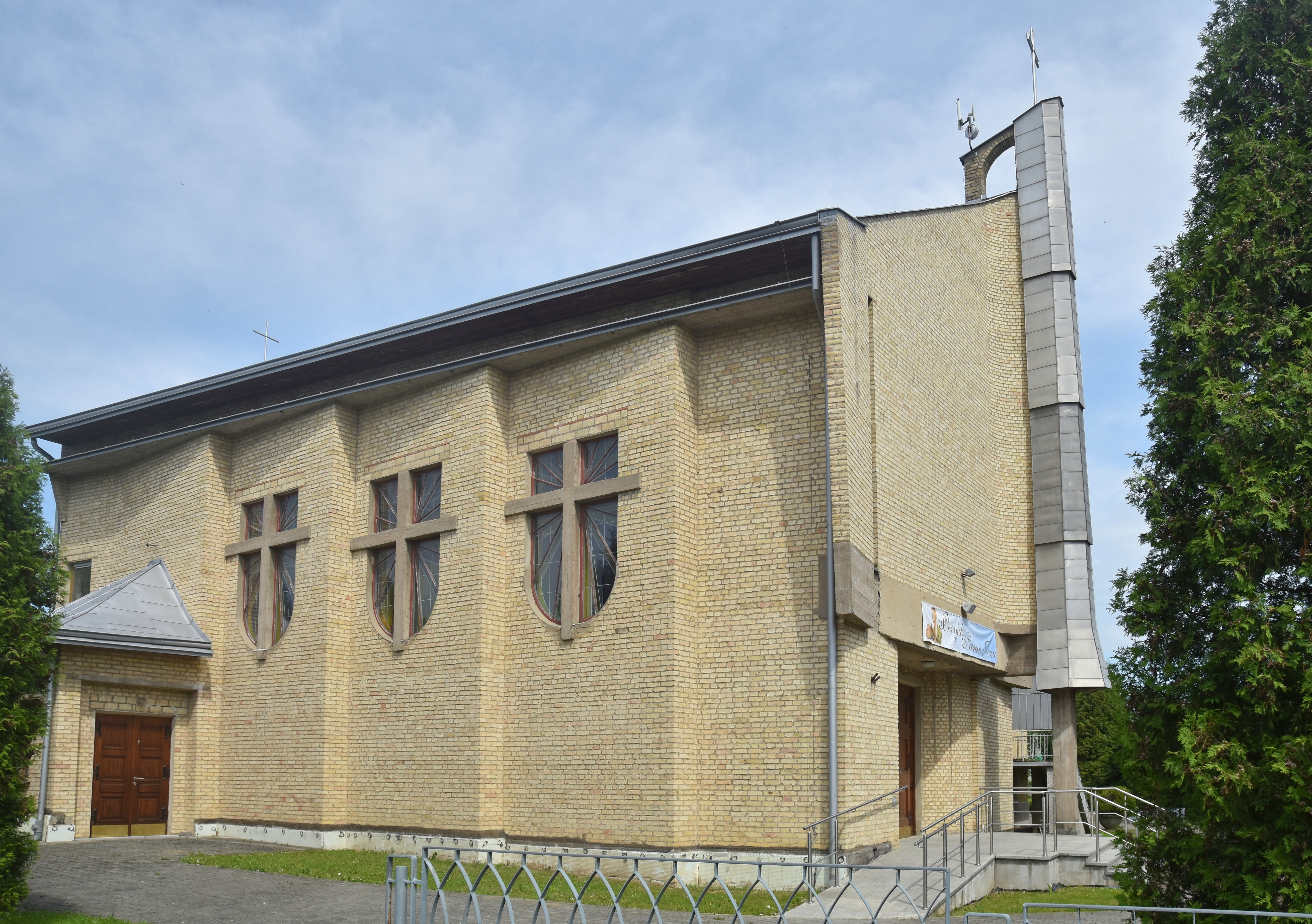
Kościół parafialny, elewacja południowa
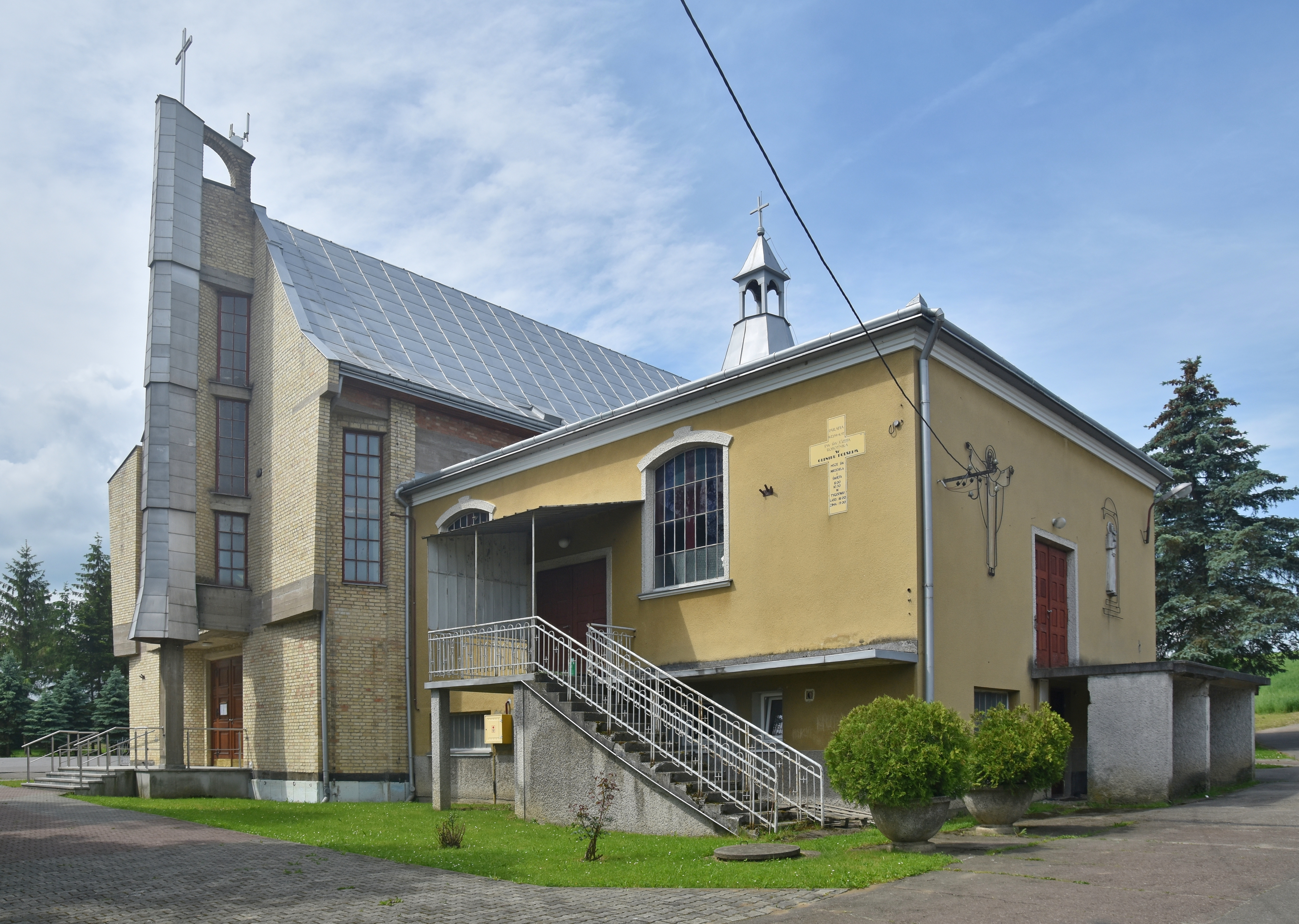
Kościół parafialny, elewacja północna